# Agrotis obscurior
Agrotis obscurior är en fjärilsart som beskrevs av Köhler 1968. Agrotis obscurior ingår i släktet Agrotis och familjen nattflyn. Inga underarter finns listade i Catalogue of Life.